# Orlândia
Orlândia é um município brasileiro do estado de São Paulo, que faz parte da Região Metropolitana de Ribeirão Preto.  Sua população estimada em 2024 pelo IBGE era de 39 193 habitantes.

## História
O município de Orlândia foi desmembrado de Batatais em 1890, tendo por sede a localidade denominada Espírito Santo de Batatais. Por decreto estadual de 1896, essa localidade passou a denominar-se Nuporanga, a sede do município, por força da lei de 25 de novembro de 1909, foi transferida para o povoado de vila Orlando, que recebeu então o nome de Orlândia, em homenagem ao Coronel Francisco Orlando Diniz Junqueira, fundador da cidade. Por essa mesma lei foi elevada à categoria de município, que foi instalado à 30 de março de 1910, data em que é comemorado o aniversário do município.

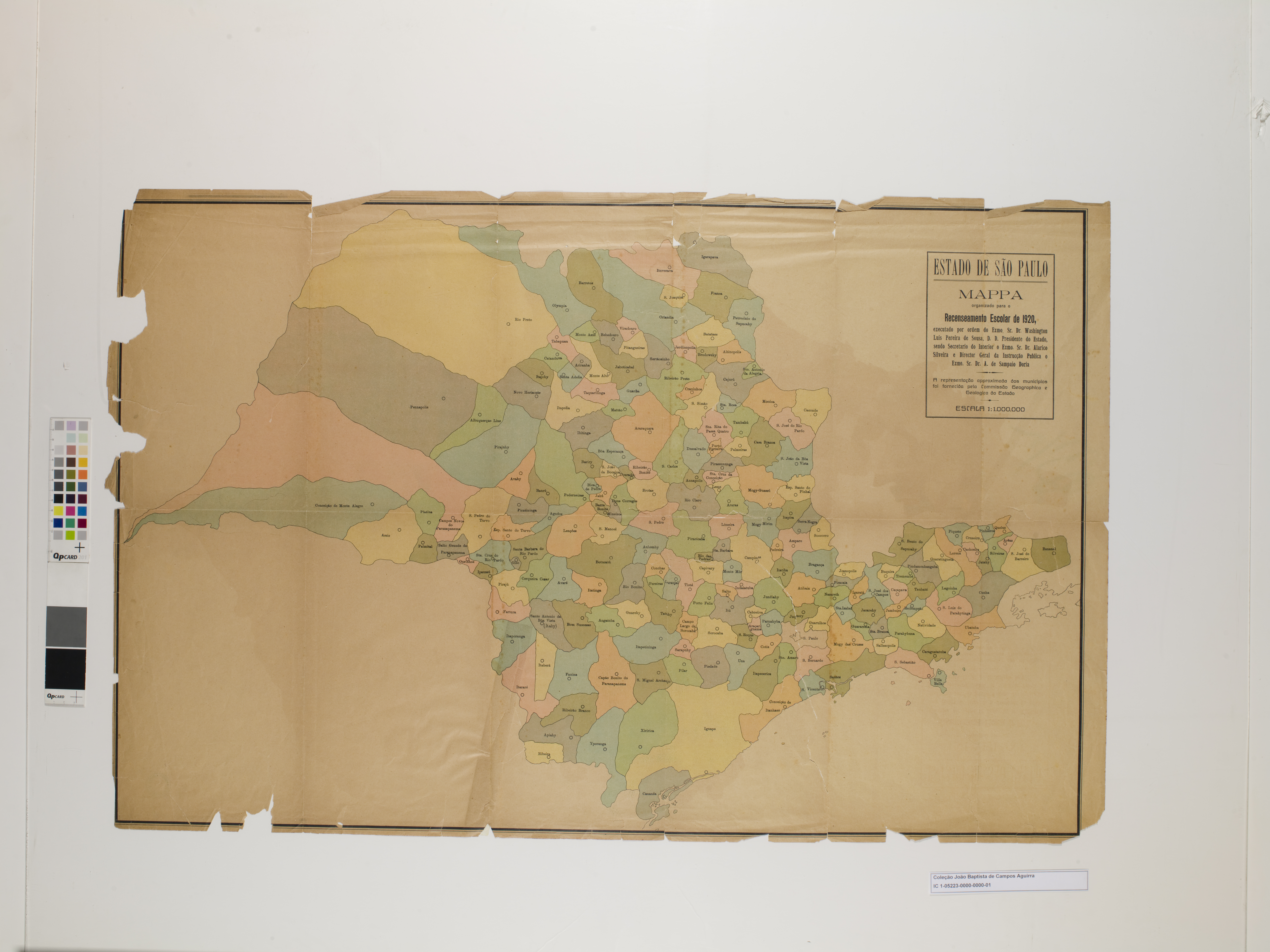
Estado de São Paulo (1920).

Homem de larga visão, o Cel. Francisco Orlando Diniz Junqueira determinou que a cidade fosse projetada com características urbanas modernas, cortadas por amplas avenidas.

## Demografia
Dados do Censo - 2010
- População total: 39.754

Urbana: 35.208
- - Rural: 796
  - Homens: 20.864
  - Mulheres: 19.140
- Densidade demográfica (hab./km²): 121,47
- Mortalidade infantil até 1 ano (por mil): 9,86
- Expectativa de vida (anos): 74,80
- Taxa de fecundidade (filhos por mulher): 2,21
- Taxa de alfabetização: 92,91%
- Índice de Desenvolvimento Humano (IDH-M): 0,780 [3]
  - IDH-M Renda: 0,765
  - IDH-M Longevidade: 0,882
  - IDH-M Educação: 0,703

(Fonte: IPEADATA)
Evolução demográfica de Orlândia (1991-2019), em hab.

## Geografia

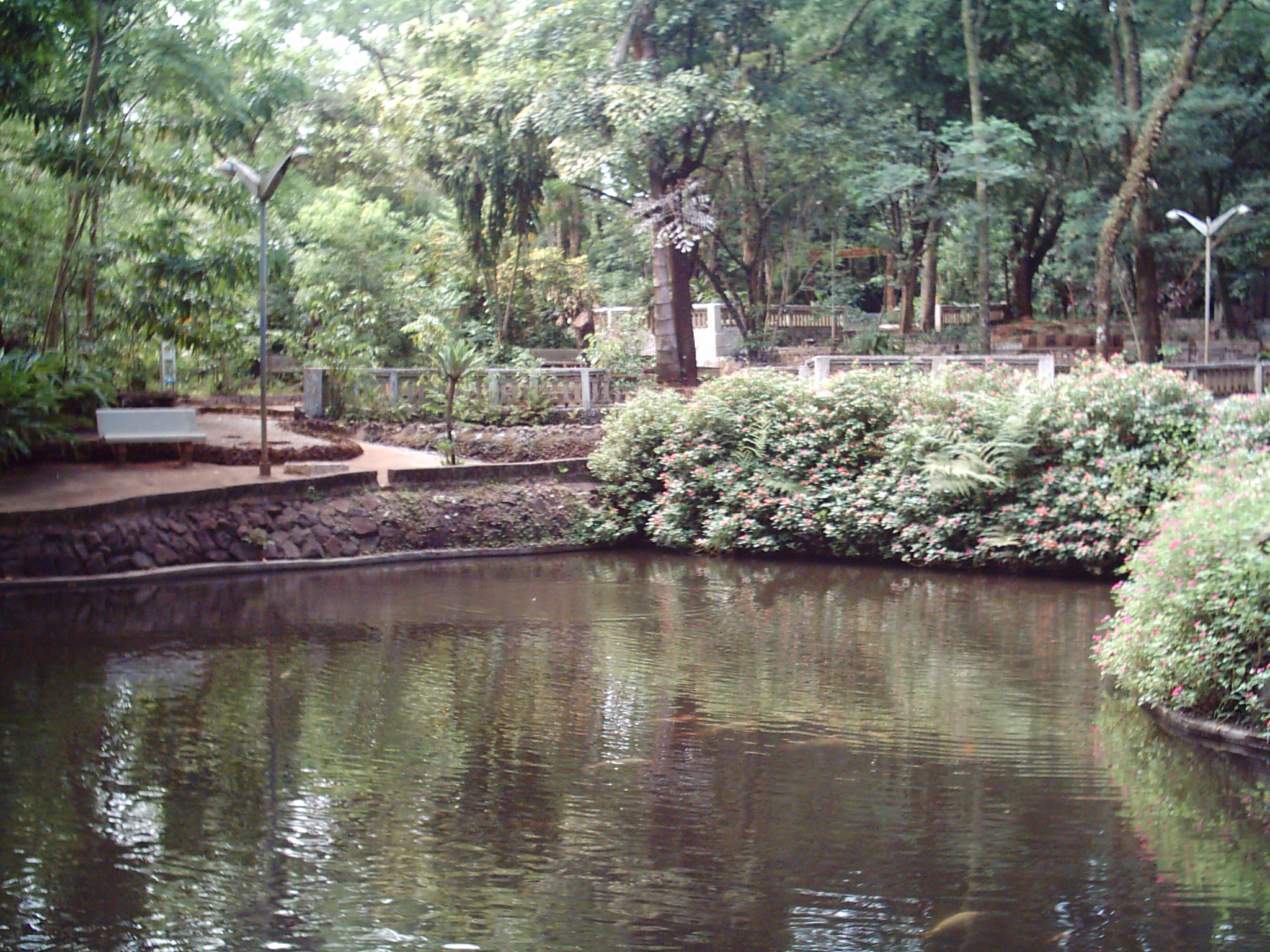
Parque Municipal "Gruta".

Localiza-se a uma latitude 20º43'13" Sul e a uma longitude 47º53'12" Oeste, estando a uma altitude de 695 metros. Possui uma área de 296,4 km².

### Hidrografia
- Ribeirão do Agudo
- Córrego dos Palmitos

### Rodovias
- Rodovia Anhanguera (SP-330)
- SP-351

### Distâncias
- São Paulo - 364 km
- Sertãozinho - 42 km
- Ribeirão Preto - 55 km
- Franca - 71 km
- Barretos - 103 km
- São Carlos - 151 km
- São José do Rio Preto - 181 km
- Santos - 435 km
- Uberaba - 121 km
- Uberlândia - 220 km
- Brasília - 653 km

### Ferrovias
- Variante Entroncamento-Amoroso Costa da antiga Fepasa [8]

### Clima
O clima de Orlândia é do tipo tropical de altitude com verão chuvoso e quente e inverno seco e ameno.Aw
Altitude: 695 m (entre 504 e 852 metros)
Umidade relativa do ar: 71% média anual[carece de fontes?]
| Dados climatológicos para Orlândia                                                                | Dados climatológicos para Orlândia | Dados climatológicos para Orlândia | Dados climatológicos para Orlândia | Dados climatológicos para Orlândia | Dados climatológicos para Orlândia | Dados climatológicos para Orlândia | Dados climatológicos para Orlândia | Dados climatológicos para Orlândia | Dados climatológicos para Orlândia | Dados climatológicos para Orlândia | Dados climatológicos para Orlândia | Dados climatológicos para Orlândia | Dados climatológicos para Orlândia |
| Mês                                                                                               | Jan                                | Fev                                | Mar                                | Abr                                | Mai                                | Jun                                | Jul                                | Ago                                | Set                                | Out                                | Nov                                | Dez                                | Ano                                |
| ------------------------------------------------------------------------------------------------- | ---------------------------------- | ---------------------------------- | ---------------------------------- | ---------------------------------- | ---------------------------------- | ---------------------------------- | ---------------------------------- | ---------------------------------- | ---------------------------------- | ---------------------------------- | ---------------------------------- | ---------------------------------- | ---------------------------------- |
| Temperatura máxima média (°C)                                                                     | 29,5                               | 29,5                               | 29,4                               | 28,5                               | 26,8                               | 25,9                               | 26,2                               | 28,8                               | 30,1                               | 30,0                               | 29,7                               | 29,2                               | 28,6                               |
| Temperatura mínima média (°C)                                                                     | 18,4                               | 18,6                               | 17,9                               | 15,5                               | 12,9                               | 11,6                               | 11,1                               | 12,7                               | 14,8                               | 16,5                               | 17,1                               | 18,0                               | 15,4                               |
| Precipitação (mm)                                                                                 | 288,7                              | 222,1                              | 187,4                              | 86,8                               | 52,6                               | 27,0                               | 20,2                               | 19,9                               | 63,8                               | 145,7                              | 200,4                              | 267,4                              | 1 582,0                            |
| Fonte: UNICAMP - Centro de Pesquisas Meteorológicas e Climáticas acessado em 4 de janeiro de 2017 |                                    |                                    |                                    |                                    |                                    |                                    |                                    |                                    |                                    |                                    |                                    |                                    |                                    |

## Política e administração
- Prefeito: Jorge Gabriel Grasi (2025-2028)
- Vice-prefeito: Murilo Santiago Spadini (2025-2028)
- Presidente da Câmara: Gilson Moreira (2025-2026)

## Infraestrutura

### Comunicações
O sistema de telefones automáticos foi inaugurado na cidade pela Companhia de Telecomunicações do Brasil Central (CTBC), que também implantou o sistema de discagem direta à distância (DDD) em 1977 com o código de área (016).

## Cultura e lazer

### Esportes
No esporte, Orlândia possui o ADC Intelli, que conquistou da Liga Futsal nos anos de 2012 e 2013 e da Copa Libertadores no ano de 2013, além de terminar nas temporadas de 2013 e 2014 na terceira posição no Mundial de Futsal, conquistas essas que tiveram a colaboração em seu elenco do jogador Falcão, que defendeu as cores da equipe nas temporadas de 2012 e 2013.
Devido às conquistas da equipe, a cidade já obteve o título de Capital Nacional do Futsal.

## Pessoas ilustres
- Paulistas de Orlândia

## Religião
O Cristianismo se faz presente na cidade da seguinte forma:

### Igreja Católica
- A igreja faz parte da Diocese de Franca.[15]

### Igrejas Evangélicas
Entre as igrejas protestantes históricas, pentecostais e neopentecostais, encontram-se na cidade:
- Assembleia de Deus Ministério do Belém.[18][19]
- Congregação Cristã no Brasil.[20]